# Alma Karlin
Alma Vilibalda Maximiliana Karlin, född 12 januari 1889, död 14 januari 1950, var en slovensk-österrikisk författare, poet, polyglott, jordenruntresenär, samlare och teosof.

## Biografi
Alma Karlin föddes i Celje, Österrike-Ungern (nuvarande Slovenien), som dotter till Jakob Karlin, major vid österrikiska armén och Vilibalda Karlin (född Miheljak), som var lärare. Fadern dog när Alma var endast åtta år gammal.  Även om Alma var av slovenskt ursprung talades det tyska hemma vilket var vanligt på den tiden, särskilt som båda hennes föräldrar var tjänstemän. Alma led förmodligen av barnförlamning och genomgick flera operationer under barndomen.
På grund av sjukdom kunde Alma inte gå i skolan de första åren utan fick tidvis privatlektioner. Hon var mycket språkbegåvad och lärde sig engelska och franska tidigt. Redan som ung började hon skriva korta berättelser och dikter. Gymnasiet avslutade hon i Graz. Därefter studerade hon språk vid London Society of Arts och även en kort tid vid Sorbonne i Paris. Efter endast ett års studier i London tog hon examen i åtta språk. Hennes veckoschema lär ha sett ut som följer:
måndag – norska och sanskrit
tisdag – franska
onsdag – engelska och latin
torsdag – danska
fredag – italienska och svenska
lördag – besök hos flerspråkiga vänner
söndag – spanska och ryska
Hon lär ha börjat varje morgon med att lära sig samma dikt utantill i alla språk. Studierna finansierade hon med översättningsarbete vid en byrå på Regent Street i London.
Alma Karlin sammanställde ett lexikon med tio språk (inklusive slovenska). Under studietiden i London kom hon i kontakt med studenter från olika asiatiska länder. Hon påbörjade studier i arabiska, persiska och kinesiska. Hennes övningsbok i kinesiska finns bevarad. Under en tid var hon förälskad i sonen (Hsi Sing Jung Lung) till en kinesisk mandarin som bodde i London. Förhållandet var förmodligen allvarligt menat eftersom Alma presenterade honom för sin mor vid ett besök i Celje 1913. Modern förmodas dock inte ha varit välvilligt inställd till giftermål, och förhållandet tog slut.
Efter återkomsten från hennes åtta år långa resa runt jorden höll Alma Karlin en utställning av alla föremål hon tagit med sig hem i sin lägenhet i Celje. Under 1937/38 höll hon den antinazistiske journalisten Hans Joachim Bonsack gömd och vägrade i protest att låta sig publiceras på tyska. I Tyskland brändes hennes böcker. Hon arresterades under nazisternas ockupation och skickades till läger, men med hjälp av sin väninna Tea Schreiber-Gamelins kontakter blev hon frisläppt och kunde fly till partisanerna i Dalmatien. Efter kriget återvände hon till Celje och bodde fram till sin död tillsammans med sin väninnan, Tea Schreiber-Gamelin, i ett litet hus i byn Pečovnik, där hon gick bort 1950 i sviterna av fattigdom och sjukdom. Enligt hennes sista vilja är hon begraven i Svetina.    

## Resor
Sin smak för resor fick Alma Karlin förmodligen redan som barn då hon följde med två av sina släktingar på en rundresa till Dalmatien, Hercegovina, Italien, Tyrolen och Bayern. 1908 reste hon tillsammans med sin mor till London och Paris.
Vid utbrottet av första världskriget var Alma tvungen att lämna Storbritannien på grund av sitt österrikiska medborgarskap. Under krigsåren bodde hon i norska Lappland och i Stockholm där hon undervisade i språk. Under sin tid i Stockholm besökte hon ofta universitetsbiblioteket och blev särskilt intresserad av inka- och aztekindianer. Hon bestämde sig då för att resa runt jorden. Hon träffade även Selma Lagerlöf som blev så imponerad av Almas skrivande att hon föreslog att hon skulle bli nominerad till Nobelpriset.
Efter krigsslutet grundade Alma en språkskola i Celje där hon tjänade ihop tillräckligt med pengar för att företa sitt livs resa. Resan var planerad att ta tre år men varade i åtta år. 
Hon avreste från Trieste 1919 med en ångbåt på väg till Peru. Därifrån reste hon norrut mot Panama (där hon en tid arbetade som tolk vid det nystartade kanalföretaget), genom Centralamerika upp till Los Angeles och San Francisco. Därefter arbetade hon som tolk på Hawaii innan hon fortsatte sina resor till Japan, Korea, Manchuriet, Kina (inklusive Taiwan – dåtidens Formosa), Filippinerna, Borneo, Australien och Nya Zeeland. Därifrån fortsatte hon till Söderhavsöarna där hon insjuknade (malaria) och blev kvar i två år. Under den tiden levde hon som lokalbefolkningen. På Nya Hebriderna mötte hon kannibaler, men enligt hennes egen utsago lämnade de henne ifred eftersom hon bara var skinn och ben. Hon besökte även Nya Guinea, Mikronesien och Melanesien, Fiji, Salomonöarna m.fl. Den sista längre anhalten gjorde hon i Indien och Pakistan (Calcutta, Varanasi, Delhi, Karachi). När hon var i Karachi mottog hon ett telegram att hennes mor var döende. I januari 1928 återvände hon till Celje. Under sina resor skrev hon i lokala tidningar och gav föreläsningar för att tjäna ihop mer pengar. 

## Litterära verk
Alma Karlin har skrivit tjugotvå tryckta verk, somliga tryckta i flera upplagor och i olika översättningar. Hon har även skrivit mer än fyrtio opublicerade längre texter, en hel del noveller och oräkneliga artiklar med populärvetenskapligt innehåll. Hon lämnade efter sig flera dikter, musiknoter och teckningar. Några av hennes böcker har illustrerats av målaren Seebacher från Celje, andra av hennes livslånga väninna Tea Schreiber-Gamelin. Somliga av hennes verk är även intressanta ur etnologiskt perspektiv sedan hon noggrant beskrivit olika folkslags kulturer. Från 1934 beslutar hon sig för att inte skriva exotiska romaner längre utan ägna sig mer och mer åt ockultism. Hennes redan i London väckta intresse för teosofi förstärks och under inflytande av teosofen Rudolf Steiner och andra författare som skrivit om den sjunkna staden Atlantis, börjar hon själv skriva liknande verk (exempelvis Isolanthis som handlar om kulturen i Atlantis). 
Under hennes resor fick Alma Karlin flera av sina artiklar publicerade i tidningar (bl.a. Cillier Zeitung). En del av dessa artiklar hade också etnologiskt innehåll till exempel om Australiens aboriginer, Maorier i Nya Zeeland, innevånarna i Nya Hebriderna m.fl. Både hemma och utomlands gav hon flera föreläsningar, ofta inför kvinnoföreningar, om sina resor, övertygelser, seder, vanor, muntliga traditioner och folklig medicin.

## Citat
"I'm a being of female sex. If I were to say that I'm a woman, people would immediately be tempted to think that I'm burdened with a marital "other", but I roam about on my own like some hermit crab; besides, they might ascribe to me specific feminine charms, which I don't have. I'm not particularly broad or particularly tall, and my exterior has nothing worth mentioning. That's probably true of my interior as well, but since everybody is inclined to see himself in a good light and because "know thyself" is one of the most difficult skills of living, I flatter myself that I know how to write. A person must have at least one illusion! And this illusion is also the reason for my journey around the world." Extract from exhibition "Alma M Karlin journeys", Celje Regional Museum.